# Conques (Lérida)
Conques es una localidad española del municipio de Isona y Conca Dellá, perteneciente a la provincia de Lérida, en la comunidad autónoma de Cataluña.

## Historia
Hacia mediados del siglo XIX, el lugar, por entonces con ayuntamiento propio, tenía contabilizada una población de 490 habitantes. Aparece descrito en el sexto volumen del Diccionario geográfico-estadístico-histórico de España y sus posesiones de Ultramar de Pascual Madoz de la siguiente manera:

CONQUES: v. con ayunt. en la prov. de Lérida (17 horas), part. jud. y adm. de rent. de Tremp. (3), aud. terr. y c. g. de Cataluña (Barcelona 36), dioc. de Seo de ürgel (12): sit. á la falda del monte de su nombre, con esposicion al S., parte en llano y parte en pendiente; la combaten todos los vientos escepto el del N. de que la defiende el monte mencionado, de unas 100 varas de altura sobre el nivel de la v.: clima es frio, es saludable y el horizonte claro y despejado y; no produciendo otras enfermedades que algunas intermitentes y gástricas, ocasionadas, segun generalmente se cree, por la cosecha del cáñamo las primeras y por el alimento de frutas mal sazonadas las últimas. Antiguamente tuvo esta pobl. 700 casas y un monast. de monjes; en el dia está reducida á 86, todas de piedra, y por lo comun de 2 altos; una mitad de buena distribucion interior, las demas muy reducidas y miserables: 82 estan reunidas formando cuerpo de pobl. y las 4 esparcidas por el térm.: las primeras estan distribuidas en varias calles pendientes y mal empedradas, escepto la que atraviesa la v. de E. á O., que es llana y de buen piso, teniendo á sus 2 estremos las plazas llamadas de San Miguel, y de la v. al E., y Portalnou al O.: la citada de la Villa tiene unos pequeños soportales que hacen algo grato su aspecto; hay casa de ayunt. y cárcel en muy mal estado; escuela de primeras letras dotada con 1,600 rs. procedentes del arriendo del horno y de la pension que pagan algunos vec. que poseen tierras del comun, cuyas cantidades cobra el ayunt. y paga al maestro por trimestres vencidos: concurren á ella 60 alumnos en invierno y sobre 30 en verano; la igl. parr. (San Miguel Arcángel) es de patronato del Sr. duque de Hijar; y su comunidad se compone de un plébane, ó cura párroco, y 4 beneficiados; la plebania es de patronato del mismo duque, baron de Orcau; habiendo para el servicio de esta parroquia sacristan, campanero, un encargado para cuidar el reloj y 2 monacillos. Contiguo á la v. hay una pequeña capilla dedicada á Jesus crucificado, y á 1/2 hora, en direccion E., habia otra titulada Ntra. Sra. de las Esplugas, en el día derruida. Al N. de la pobl. y S. del monte que la domina, entre este y aquella, existen las ruinas de un ant. cast. y palacio de los señores de la v., que consisten en una torre que sirve de campanario, donde está el reloj, y varios trozos de pared: el cementerio, á medio cuarto de hora, está perfectamente ventilado, menos por el lado N. Los hab. de esta pobl. se surten de agua para sus necesidades de una fuente que hay al E. muy próxima á la misma, cuya agua se conduce desde su orígen, que es á unos 50 pasos de dist., por medio de una cañeria de barro cocido, de calidad floja. Contiguo á dicha fuente se encuentra un lavadero y abrevadero para los ganados. Se estiende el térm. de N. á S. una hora y 1 3/4 de E. á O.: confinando N. con los de Figuerola, Bastus y San Romá de Abella; E. con el de Isona; S. con San Salvador de Toló, y O. con el ya citado de Figuerola: cruza por él, al S. de la pobl., por su izq., un barranco llamado r. Gabet, dist. 1/4 de hora; corre en direccion de E. á O., y aunque es muy ancho su cauce, lleva poca agua; á 1/2 hora de la misma se lo une otro barranco llamado r. de Ramardell, y algunos insignificantes arroyos que aumentan bastante su corriente, especialmente en tiempo de lluvias, causando considerables daños que podrian evitarse fácilmente con la construccion de algunos diques y plantaciones de arbolado en ambas orillas de los barrancos: todas estas aguas se juntan á las del Noguera Pallaresa, fuera de la jurisd., pero despues de haberle sangrado en esta con algunas pequeñas acequias para el riego de las tierras colindantes. Al N. de la v., a 1/4 de hora de dist., entre esta y la de Figuerola de Orcau, sobre el camino que media entre ambas pobl. á su izq., yendo desde Conques á Figuerola, se halla una de las 4 casas diseminadas por la jurisd. llamada Castell-tallat; otra á igual dist. por el lado E. denominada la del Molino Harinero; y las otras 2, inmediatas la una de la otra, llamadas Masobé y de Jaumont del Obach, á 1 hora. El terreno es en su mayor parte llano, aunque tiene algunas colinas; siendo generalmente de buena calidad; en unas partes produce 6 por una de semilla, y en otras solamente de 2 á 3. No se encuentran en él prados; pero se riega la mayor parte de su estension por medio de las fuentes que nacen en el mismo, llamadas Blaracó, á 1/4 de hora N. de la v.; Cuarasa, á igual dist. al E.; de la Olla, al SE., cuya agua mana tibia todo el año; del Pouchet, á 7 minutos S.; del Ciró, á 1/2 hora N., que es agua de escelente calidad y muy buena para escitar el apetito; y ademas otras varias menos abundantes, especialmente en la part. dels Fontanals, asi nombrada por brotar en ella muchas fuentecillas. Sin embargo de ser terreno muy apropósito para bosques arbolados, no se hallan mas que algunos arboles frutales en las huertas, careciendo hasta de leña para combustibles; se roturan algunos pequeños trozos de terreno comunal, que por lo regular es de muy mala calidad. caminos: atraviesa por esta v. el que dirije de los part. de Tremp, Sort y Viella á Barcelona; pues aunque hay otros 2 caminos llamados el Pasnou y Terradets, estos se consideran como atajos, y aquel como carretera principal, apesar de su mal estado. Hay otros muchos caminos locales que cruzan por las inmediaciones de la pobl. y su térm., como son los que dirijen de todos los pueblos sit. al S y O. á la Seo de Urgel por Orgañá, y de la montaña á Villanueva de Meyá, etc. correos: hay una estafeta dependiente de la adm. subalterna de Tremp, en la que deja y toma la correspondencia al pasar por la v. el conductor de la balija. Prod.: trigo, centeno, cebada, carreon, judias y legumbres; lana, cáñamo, vino, y antes de los espantosos frios de 1827, bastante aceite; pero desde entonces acá ha desaparecido esta importante riqueza por la muerte de todos los olivares: sin embargo, parece que se trata de reconquistar este ramo de ind. con nuevas plantaciones de esta clase de arbolado; se cria ganado lanar y se mantiene el de labor necesario para el cultivo; tambien se cria el gusano de seda, aunque en poca cantidad; hay caza de conejos, perdices y liebres. Artes é ind., de las primeras hay las indispensables para corresponder á las necesidades de la v.; y respecto á la segunda, consiste en un molino harinero que se mueve con las aguas que se recojen de las fuentes mencionadas en el térm.; las que durante la temporada de verano, mientras dura el dia se emplean para el riego y por la noche para el molino: existió hace pocos años otro molino aceitero, inutilizado en la actualidad por las causas mas arriba espresadas de la pérdida de esta cosecha. comercio: esportacion y venta de todos los frutos sobrantes en los mercados de Isona y Tremp; donde se proveen de todo lo que les falta. ferias y mercados: celebra 3 ferias anuales, á las cuales concurren las gentes del pais á vender al por menor frutos y mercancias de las tiendas que hay en varias pobl. del part., y en la que hay el 17 de enero se venden tambien muchos cerdos: las 2 restantes se verifican la dominica cuarta de cuaresma la una, y el 14 de setiembre la otra, y no duran ninguna de ellas mas que un dia. fiestas: las principales que se celebran en esta v., son: el 14 de setiembre á una milagrosa imagen del Santo Crucifijo, que se venera con mucha devocion en la igl. parr.; el 29 de abril á San Pedro Mártir, y el 29 de setiembre á su titular el Arcángel San Miguel. pobl.: 82 vec., 490 alm. cap. imp.: 79,561 rs. contr.: el 14'28 por 100 de esta riqueza. presupuesto municipal: varia todos los años, cubriéndose una parte de él con el prod. de propios consistentes en el arriendo que se saca, á publica subasta de la panaderia, tienda, meson y taberna, que producen en un año comun como 1,500 rs. y lo que falta por reparto vecinal. contr.: el 14,28 por 100 de esta riqueza. presupuesto municipal 600 rs. que se cubren por reparto vecinal.
(Madoz, 1847, p. 566)

## Demografía
| Gráfica de evolución demográfica de Conques entre 1842 y 1960 |
| |
| Población de derecho según los censos de población del INE Población de hecho según los censos de población del INEEntre el censo de 1970 y el anterior, este municipio desaparece porque se integra en el municipio 25115 (Isona y Conca d'Alla) |

El municipio de Conques desapareció en 1970, al fusionarse con los de Benavent de Tremp, Figuerola de Orcau, Isona, Orcau y Sant Romá de Abella para formar el nuevo término municipal de Conca d'Alla. En 2022, la entidad singular de población tenía empadronados 115 habitantes y el núcleo de población 107 habitantes.

## Patrimonio

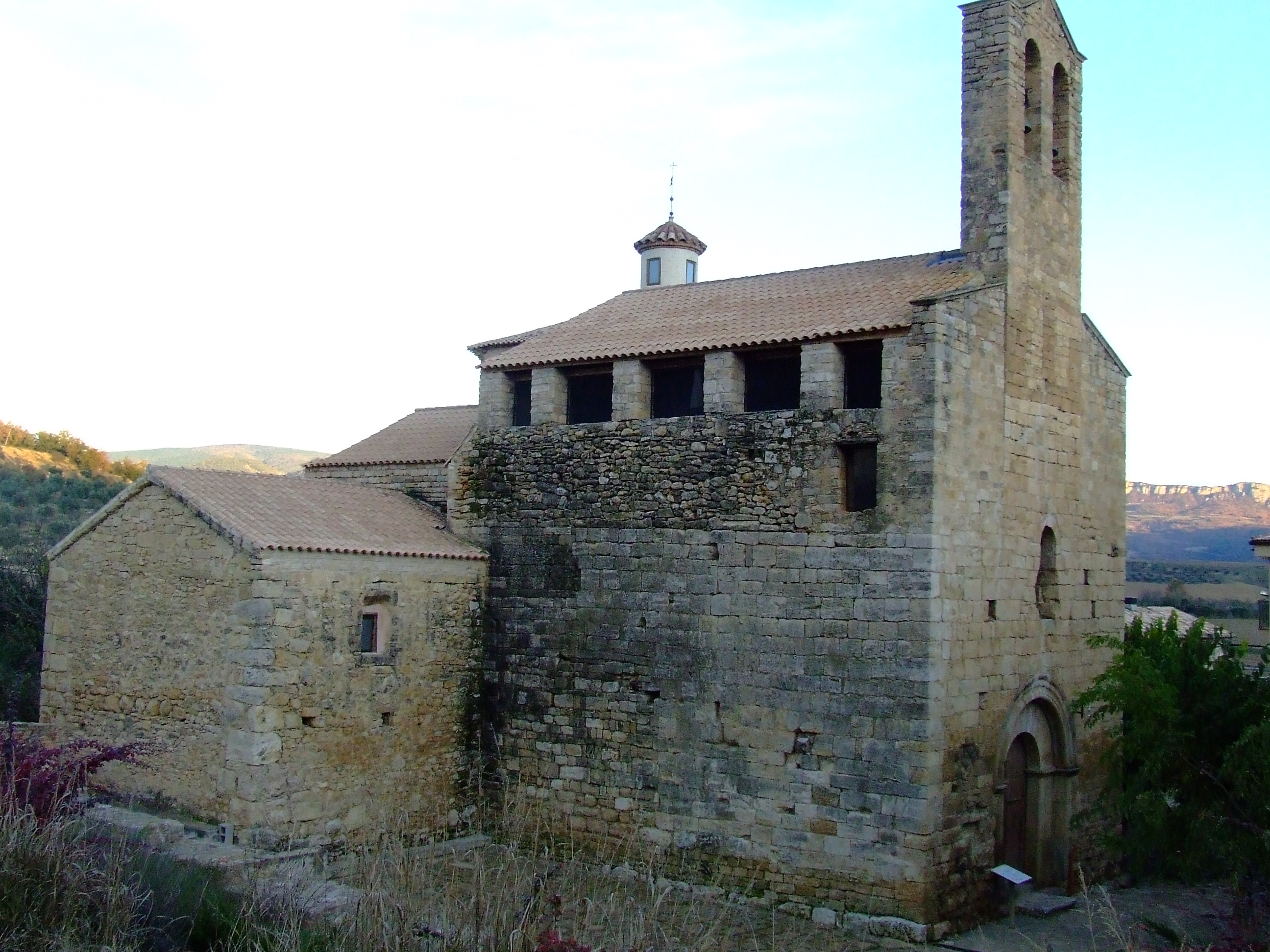
Iglesia de San Miguel

En la localidad hay una iglesia bajo la advocación de San Miguel Arcángel, además de las ruinas de un antiguo castillo.